# Ochsen (Gantrischgebiet)
Der Ochsen (auf den Karten von Swisstopo und schweizerdeutsch Ochse) ist ein markanter, 2188 m ü. M. hoher Berg im regionalen Naturpark Gantrisch in den Berner Voralpen im Schweizer Kanton Bern.
Der Ochsen ist der höchste Gipfel im Gantrischgebiet und aufgrund seiner markanten Erscheinung sogar vom Mittelland aus gut sichtbar. Er bildet den westlichen Abschluss der Gantrischkette und fällt im Westen zur Kalten Sense ab. Im Norden fällt er über Felsstufen zum Schwefelberg-Bad ab, im Süden mehrheitlich felslos, aber trotzdem steil ins Morgetental. Nach Osten ist er über den Gemsgrat mit Gemsflue (2154 m ü. M.) und Bürgle (2165 m ü. M.) verbunden. Nördlich vorgelagert ist der Vorgipfel Kleiner Ochsen (2036 m ü. M.).
Der felsige Gipfelaufbau besteht aus Jurakalk.
Verschiedene Wege führen zum Gipfel des Ochsen. Beliebt ist die Wanderung vom Schwefelbergbad über den Louigrat und weiter via Hürlisbode und Alpiglegalm zum Ochsen. Für den kurzen, jedoch steilen Gipfelaufschwung im Schwierigkeitsgrad T3 sind Trittsicherheit und Schwindelfreiheit erforderlich.

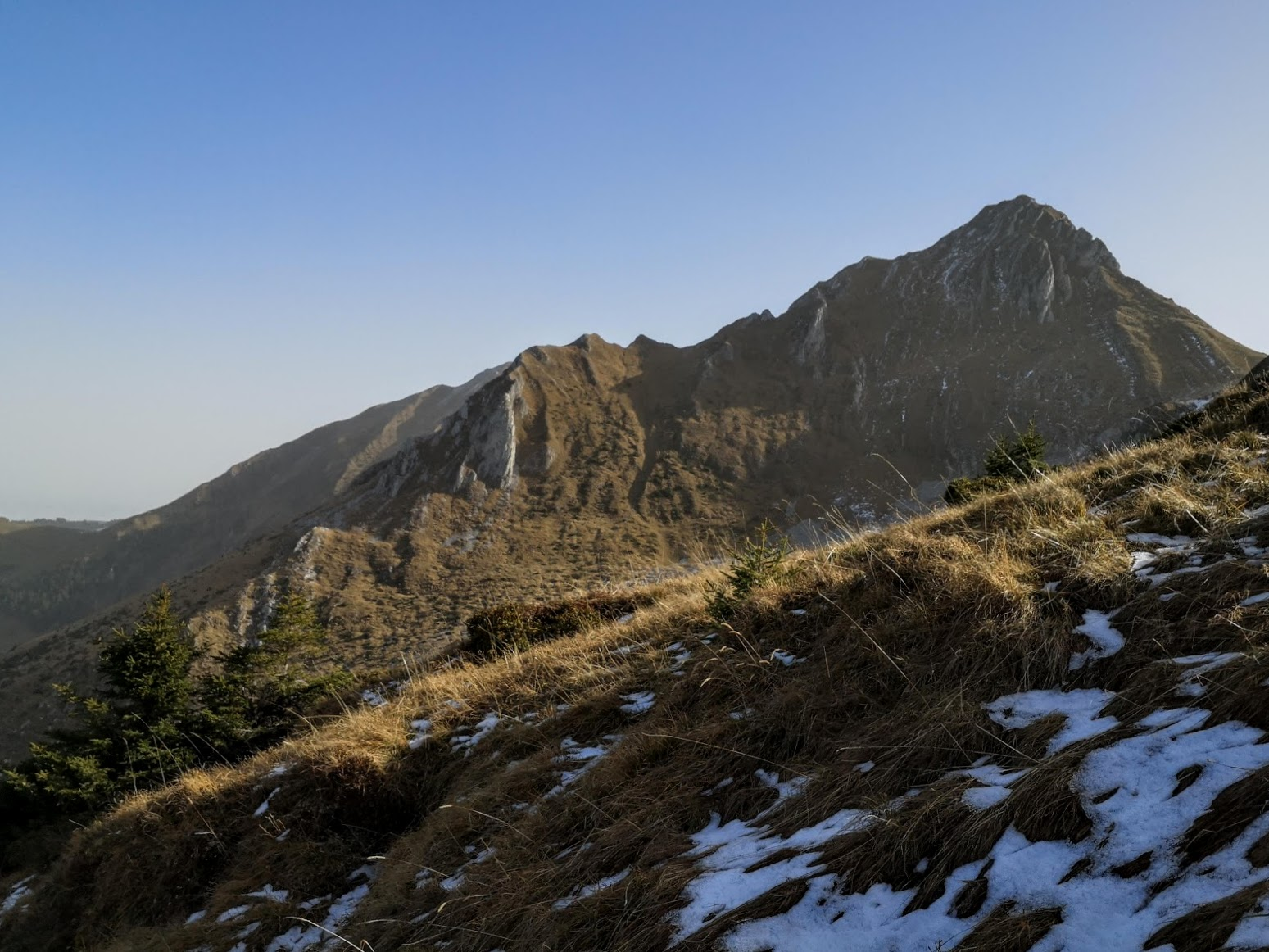
Blick zum Ochsen im Aufstieg über den Louigrat
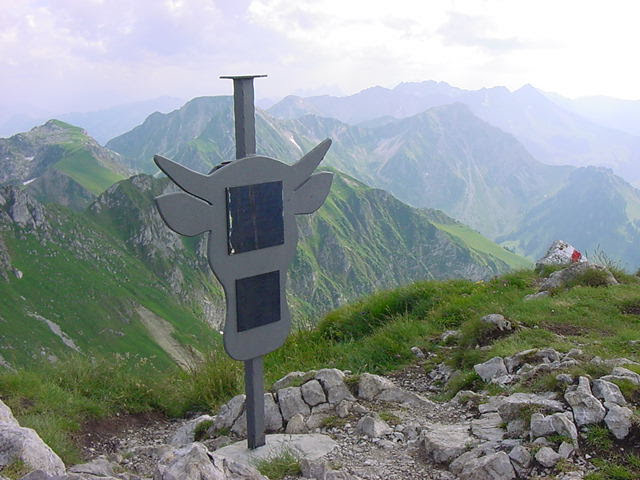
Ein stilisierter Ochse markiert den Gipfel
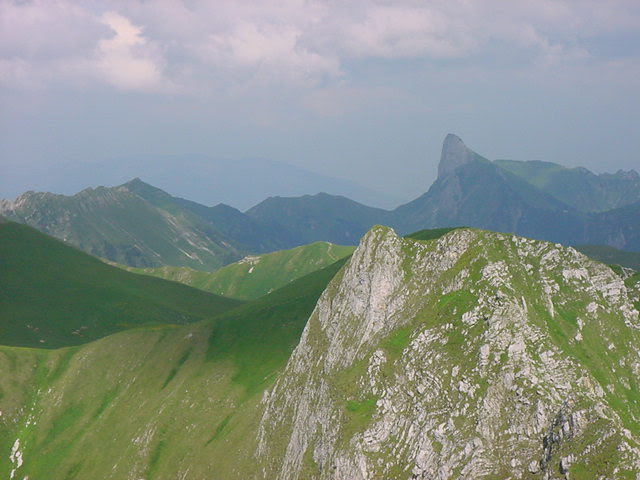
Blick vom Ochsen Richtung Gemsflue und Stockhorn